# 北海道旭川聾学校
北海道旭川聾学校（ほっかいどう あさひかわろうがっこう）は、北海道旭川市にある道立聾学校。

## 設置学部
- 乳幼児相談室
- 幼稚部
- 小学部
- 中学部

## 沿革
- 2022年（令和4年）11月 – 創立100周年式典が催される

## 通学区域
旭川市、北見市（留辺蘂町及び常呂町の区域に限る。）、留萌市、稚内市、紋別市、士別市、名寄市、深川市、妹背牛町、秩父別町、雨竜町、北竜町、沼田町、鷹栖町、東神楽町、当麻町、比布町、愛別町、上川町、東川町、美瑛町、上富良野町、中富良野町、和寒町、剣淵町、下川町、美深町、音威子府村、中川町、幌加内町、増毛町、小平町、苫前町、羽幌町、初山別村、遠別町、天塩町、猿払村、浜頓別町、中頓別町、枝幸町、豊富町、礼文町、利尻町、利尻富士町、幌延町、佐呂間町、遠軽町、湧別町、滝上町、興部町、西興部村及び雄武町